# Championnat d'Islande de football de deuxième division 1996
Navigation
Saison précédente Saison suivante
La saison 1996 de 2. Deild était la 42e édition de la deuxième division islandaise. Les 10 clubs jouent les uns contre les autres lors de rencontres disputées en matchs aller et retour.
Les 2 premiers du classement en fin de saison sont promus en 1. Deild, tandis que les 2 derniers sont relégués en 3. Deild. 5 clubs de Reykjavik prennent part au championnat cette saison, c'est un record.
Ce sont le Fram Reykjavik et l'UMF Skallagrimur qui sont promus en première division en fin de saison. Pour le Skallagrimur, c'est une première dans son histoire alors que pour le Fram, il s'agit d'une remontée immédiate en 1. Deild.
En bas de classement, les 2 promus de 3. Deild, le Völsungur Húsavík et le Leiknir Reykjavik, sont relégués en 3e division.

## Compétition

### Classement
Le barème de points servant à établir le classement se décompose ainsi :
- Victoire : 3 points
- Match nul : 1 point
- Défaite : 0 point

| Rang | Équipe              | Pts | J  | G  | N | P  | Bp | Bc | Diff |
| ---- | ------------------- | --- | -- | -- | - | -- | -- | -- | ---- |
| 1    | Fram Reykjavik R    | 41  | 18 | 12 | 5 | 1  | 55 | 16 | +39  |
| 2    | UMF Skallagrimur    | 37  | 18 | 11 | 4 | 3  | 34 | 17 | +17  |
| 3    | þrottur Reykjavik   | 36  | 18 | 10 | 6 | 2  | 38 | 21 | +17  |
| 4    | KA Akureyri         | 26  | 18 | 7  | 5 | 6  | 36 | 33 | +3   |
| 5    | þor Akureyri        | 26  | 18 | 7  | 5 | 6  | 28 | 29 | -1   |
| 6    | FH Hafnarfjörður R  | 25  | 18 | 7  | 4 | 7  | 26 | 22 | +4   |
| 7    | IR Reykjavik        | 19  | 18 | 5  | 4 | 9  | 22 | 39 | -17  |
| 8    | Vikingur Reykjavik  | 18  | 18 | 5  | 3 | 10 | 20 | 33 | -13  |
| 9    | Völsungur Húsavík P | 15  | 18 | 4  | 3 | 11 | 25 | 43 | -18  |
| 10   | Leiknir Reykjavik P | 6   | 18 | 1  | 3 | 14 | 17 | 48 | -31  |

|  | Promu en 1. Deild      |
|  | Relégation en 3. Deild |

## Bilan de la saison
| Promotion et relégation |                                     |
| Relégué en 3. Deild     | Völsungur Húsavík Leiknir Reykjavik |
| Promu en 1. Deild       | Fram Reykjavik UMF Skallagrimur     |

## Meilleurs buteurs
| # | Buteurs                        | Clubs            | Nb de Buts |
| - | ------------------------------ | ---------------- | ---------- |
| 1 | þorbjörn Atli Sveinsson        | Fram Reykjavik   | 16         |
| 2 | Agust Olafsson                 | Fram Reykjavik   | 14         |
| 2 | Sindri Gretarsson              | UMF Skallagrimur | 14         |
| 4 | þorvalður Makan Sigurbjörnsson | KA Akureyri      | 12         |
| 5 | Hreinn Hringsson               | þor Akureyri     | 10         |